# 科伊納雷
科伊納雷是保加利亞的城鎮，位於該國北部伊斯克爾河左岸，距離首都索菲亞138公里，由普列文州負責管轄，海拔高度78米，2009年人口4,464，居民主要信奉東正教。

## 外部連結
- Official website